# Downliners Sect
Downliners Sect är ett brittiskt R&B-band bildat i stadsdelen Twickenham i London 1963. Gruppen skivdebuterade 1964 och fick samma år sin största hit med "Little Egypt". Gruppen bestod då av Don Craine (sång och gitarr), Keith Grant (sång och basgitarr), John Sutton (trummor), Ray Sone (munspel) och Terry Gibson (gitarr). 1965 sparkades Ray Sone från bandet, och ersattes av Pip Harvey. 1967 ombildades bandet, och kvar från den gamla sättningen blev Don Craine och Keith Grant, och de nya medlemmarna var Bob Taylor, Kevin Flanagan och Barry Cooper; sedermera har flera medlemsbyten förekommit och dagens uppsättning består av Don Craine, Keith Grant, Paul Tiller, Del Dwyer och Alan Brooks.
Gruppen splittrades 1968, men gjorde comeback under 1970-talet och uppträder än idag. De största framgångarna fick de i Sverige under mitten av 1960-talet.

## Diskografi
Album
- The Sect (1964)
- The Country Sect (1966)
- The Rock Sect’s In (1966)
- Downliners Sect (1966)
- Showbiz (1979)
- Live In The 80's (1986) (live)
- Richmond R&B (1987)
- Savage Return (1991)
- The Birth Of Suave (1991)
- A Light Went Out In New York (1993)
- The Definitive Downliners Sect (1994)
- Dangerous Ground (1998)
- Burning Snow (2001)
- Sectuality (2002)

EPs
- Nite In Gt. Newport Street (1964)
- The Sect Sing Sick Songs (1965)

Singlar
- "Baby What's Wrong" / "Be A Sect Maniac" (1964)
- "Little Egypt (Ying-Yang)" / "Sect Appeal" (1964)
- "Find Out What's Happening" / "Insecticide" (1964)
- "Wreck Of The Old '97" / "Leader Of The Sect" (1965)
- "I Got Mine" / "Waiting In Heaven Somewhere" (1965)
- "Bad Storm Coming" / "Lonely And Blue" (1965)
- "All Night Worker" / "He Was A Square" (1966)
- "Glendora" / "I'll Find Out" (1966)
- "The Cost Of Living" / "Everything I've Got To Give" (1966)